# Samsung Galaxy Tab
Il Samsung GT-P1000, chiamato più comunemente Galaxy Tab, è il primo di una serie di tablet della serie Galaxy di Samsung che è stato presentato il 2 settembre 2010 all'IFA di Berlino e il 24 settembre 2010 a Milano durante la Settimana della moda di Milano.
Essi appartengono alla prima generazione della serie Galaxy Tab della Samsung. La nuova famiglia di tablet, i Galaxy Tab 2 sono usciti nel mercato italiano nel giugno 2012.

## Caratteristiche
Si tratta del primo dispositivo con schermo da 7" dotato di Sistema Operativo Android 2.2 Froyo aggiornabile (solo via Kies) a 2.3.6 Gingerbread. Questo dispositivo ha due fotocamere: la posteriore di 3 MPX con flash led ma senza zoom e quella frontale di 2 MPX. Con questo prodotto Samsung entra in un mercato che vedeva incontrastato l'iPad della Apple. Nei primi mesi del 2011 viene commercializzata la versione con schermo da 10.1 e a giugno il Samsung Galaxy Tab 10.1 Slim, sottile solo 8,6 mm.

## CyanogenMod
La decisione di Samsung di lasciare il GT-P1000 ad Android 2.3.6 ha suscitato molto scalpore, in quanto alla sua uscita aveva un prezzo di 699€. Grazie al team di CyanogenMod, è stato possibile aggiornare il Galaxy Tab ad Android 4.4.2 con delle ROM cucinate che fino ad ora si sono dimostrate affidabili e performanti.

## Causa legale tra Samsung e Apple
Il 19 aprile 2011 la multinazionale statunitense Apple ha denunciato Samsung, accusandola di aver copiato sia per estetica che per funzioni iPhone e iPad. L'accusa viene rivolta al Galaxy Tab 10.1 Slim, al Nexus S, all'Epic 4G, al Galaxy S e al Galaxy S II.
Il 10 agosto 2011 Samsung ottiene il blocco temporaneo della vendita del Galaxy Tab in Europa, Paesi Bassi esclusi, grazie alla decisione del tribunale tedesco di Düsseldorf dove era stata depositata la causa Apple vs. Samsung.
Pochi giorni dopo la corte tedesca decide che il blocco delle vendite del Samsung Galaxy Tab 10.1 non può valere in tutta Europa. La corte tedesca ha ritenuto di non avere l'autorità per fermare le vendite al di fuori della Germania di alcun dispositivo di una compagnia straniera. Si aspetta ottobre per una decisione definitiva della corte e nel frattempo Samsung si è agguerrita presentando un video, con tanto di link YouTube, di 2001: Odissea nello spazio dove sarebbe presente un esempio di tablet di forme e funzionalità identiche all'iPad. Se fosse accettato dalla corte, in base al Prior Act i brevetti del design iPad registrati dalla Apple sarebbero invalidati in loco.
Nel settembre 2011 però l'azienda decide di ritirare dalla fiera dell'elettronica IFA di Berlino, il nuovo modello Galaxy Tab 7.7 a causa di un divieto di vendita di questo prodotto in Germania, in seguito alla denuncia presentata dalla Apple.